# Рубеж (альманах)
Альманах «Рубеж» — второе в СССР (после «СОЦИСа») периодическое издание по социологии. Издавалось в Сыктывкаре в 1991—2001 гг. В качестве издателей первоначально выступали: семья Ильиных (В. И. Ильин и М. А. Ильина), предприниматель А. Кущ и Сыктывкарский государственный университет. Через несколько лет СГУ стал единственным издателем.
В альманахе публиковались видные социологи России (Я.И.Гилинский, А. Б. Гофман, И. А. Голосенко, В.А. Радаев и др.), США (М. Буравой, Э. Райт и др.), Великобритании (С. Кларк и др.) и Германии. Главным редактором был В. И. Ильин. Всего вышло 18 выпусков.
Организаторы альманаха следующим образом формулировали его миссию:
Откуда столь странное для научного издания название? Рубеж — это символ разобщения: социологии советской и зарубежной, современной и дореволюционной, социологии и других обществоведческих наук, столицы и провинции, республик раскалывающегося вчера ещё нерушимого Союза, наций и социальных групп… Рубеж — это символ нынешнего периода развития нашего общества, периода, который без всяких натяжек можно назвать переломным. Содействие процессу преодоления интеллектуальной разобщенности в наше смутное время важнейшая функция альманаха.